# Municipio de Huajuapan de León
El municipio de Heroica Ciudad de Huajuapan de León es uno de los 570 municipios que integran al estado mexicano de Oaxaca. Considerado el principal municipio de la región Mixteca Oaxaqueña, está localizado al noroeste de la entidad y su cabecera municipal es la Heroica Ciudad de Huajuapan de León.

## Geografía
El municipio de Heroica Ciudad de Huajuapan de León se encuentra localizado en el extremo noroeste del estado de Oaxaca en la región Mixteca Oaxaqueña y el Distrito de Huajuapan. Tiene una extensión territorial de 330.01 kilómetros cuadrados que equivalen a la 0.35% de la extensión total de Oaxaca; sus coordenadas geográficas extremas son 17°43′ - 18°3′ de latitud norte y 97°42′ - 97°55′ de longitud oeste y su altitud fluctúa entre 1 400 y 2 300 metros sobre del nivel del mar, caracterizado por la Sierra Mixteca.
El municipio es territorialmente discontinuo, es decir, está formado por un sector principal y un exclave situado al norte del principal y del que se encuentra sepado por el territorio de otros municipios y del estado de Puebla.
El sector principal limita al noreste con el municipio de Santiago Miltepec y el municipio de Asunción Cuyotepeji, al este con el municipio de Santa María Camotlán y con el municipio de Santiago Huajolotitlán, al sureste con el municipio de Santiago Cacaloxtepec, al sur con el municipio de San Marcos Arteaga, al este con el municipio de San Jerónimo Silacayoapilla, con el municipio de San Miguel Amatitlán y con el municipio de Santiago Ayuquililla, y el municipio de Zapotitlán Palmas se encuentra territorialmente rodeado por el municipio de Huajuapan al centro del mismo. Al norte del municipio limita con el estado de Puebla, en particular con el municipio de San Miguel Ixitlán y con el municipio de Chila.
El exclave limita al norte con el municipio de San Pedro y San Pablo Tequixtepec y al oeste, sur y este se encuentra rodeado por el territorio del estado de Puebla, correspondiente sus límites al este con el municipio de San Miguel Ixitlán y el oeste con el municipio de Chila y el municipio de Petlalcingo.

### Orografía e hidrografía
El territorio municipal de Huajuapan de León es totalmente montañoso, formado por la Sierra Mixteca en donde confluyen la Sierra Madre Oriental, el Eje Neovolcánico Transversal y la Sierra Madre del Sur, lo que la convierte en una de las zonas más accidentadas del país. Su mayor altitud es el Cerro Yucutache que se encuentra localizado al suroeste de su territorio. Pertenece en un 75.52% a la Provincia fisiografica Sierra Madre del Sur y a la Subprovincia Mixteca Alta y la Subprovincia Cordillera Costa del Sur; y en un 24.48% a la Provincia fisiográfica Eje Neovolcánico y la Subprovincia Sierras del Sur de Puebla.
La principal corriente del municipio y única permanente, es el río Mixteco, que al unirse en el estado de Pueblo al río Acatlán y al río Atoyac formará el río Balsas; el río recorre el sureste del territorio municipal en sentido suroeste-noreste, pasando por la cabecera municipal y recibiendo numerosas corrientes menores y estacionales que descienden de las serranías.
Hidrológicamente la totalidad del territorio del municipio pertenece a la Región hidrológica Balsas, a la Cuenca del río Atoyac y a las Subcuenca del río Mixteco y Subcuenca del río Acatlán.

### Clima y ecosistemas
La práctica totalidad del clima registrado en el municipio de Huajuapan de León es Semicálido subhúmedo con lluvias en verano y un pequeño sector ubicado al noreste en los límites con Asunción Cuyotepeji registra clima Templado subhúmedo con lluvias en verano; el rango de temperaturas registrado fluctúa entre los 16 y los 24 grados centígrados y la precipitación pluvial va de 700 a 1 000 milímetros.
| Mapas del municipio de H. Cd. de Huajuapan de León |
| \| \| \| Climas. \|                                |
|                                                    |
| Climas.                                            |

## Demografía
De acuerdo con el Censo de Población y Vivienda de 2010, realizado por el Instituto Nacional de Estadística y Geografía, el municipio de Huajuapan de León tiene una población total de 69 839 habitantes, de los cuales 32 910 y 36 929 son mujeres.

Principales localidades.

### Localidades
El municipio tiene un total de 53 localidades. Las principales localidades y su población son las siguientes:
| Localidad                           | Población |
| Total Municipio                     | 69 839    |
| Heroica Ciudad de Huajuapan de León | 53 043    |
| El Molino                           | 1 907     |
| Vista Hermosa                       | 1 623     |
| Santiago Chilixtlahuaca             | 1 040     |
| La Junta                            | 1 015     |
| Acatlima                            | 812       |
| San Francisco Yosocuta              | 793       |
| Magdalena Tataltepec                | 334       |
| Santa María Ayú                     | 275       |

## Comunicaciones

### Carreteras
Las principales carreteras del municipio de Huajuapan de León son
- Carretera Federal 125.
- Carretera Federal 190.

La principal vía de comunicación carretera del municipio es la Carretera Federal 190, que forma parte del trazado original de la Carretera Panamericana y que enlaza la Ciudad de México con Ciudad Cuauhtémoc. La carretera cruza el centro del municipio y la cabecera municipal en dirección noroeste a sureste, proveniente del municipio de Zapotitlán Palmas y continuando hacia el de Santiago Cacaloxtepec; al norte comunica con el estado de Puebla y ciudades como Acatlán de Osorio, Atlixco y Puebla de Zaragoza, y hacia el sur con Asunción Nochixtlán y con la capital del estado Oaxaca de Juárez. La carretera es de un solo cuerpo y carril por sentido de circulación y asfaltada.
La segunda carretera en importancia es la Carretera Federal 125 que une a Huajuapan de León con la ciudad poblana de Tehuacán; comunica a la cabecera municipal con poblaciones del norte oaxaqueño como Santiago Huajolotitlán y Asunción Cuyotepeji. Como la carretera 190, en el territorio de Huajuapan de León la carretera 125 tiene un solo cuerpo asfaltado de un carril por sentido de circulación.
Existe además en el municipio dos carreteras estatales, la primera parte de la ciudad de Huajuapan de León y en dirección al noroeste comunica con poblaciones como Santiago Chilixtlahuaca o Mariscala de Juárez; la segunda carretera estatal desde la ciudad de Huajuapan la une en dirección suroeste con San Marcos Arteaga y Santiago Juxtlahuaca.
Existen además numerosos caminos de terracería que comunican con estas carreteras a las comunidades del interior del territorio municipal. Debido a lo accidentado de la región, las carreteras y caminos se caracterizan por ser sumamente sinuosos.

## Política

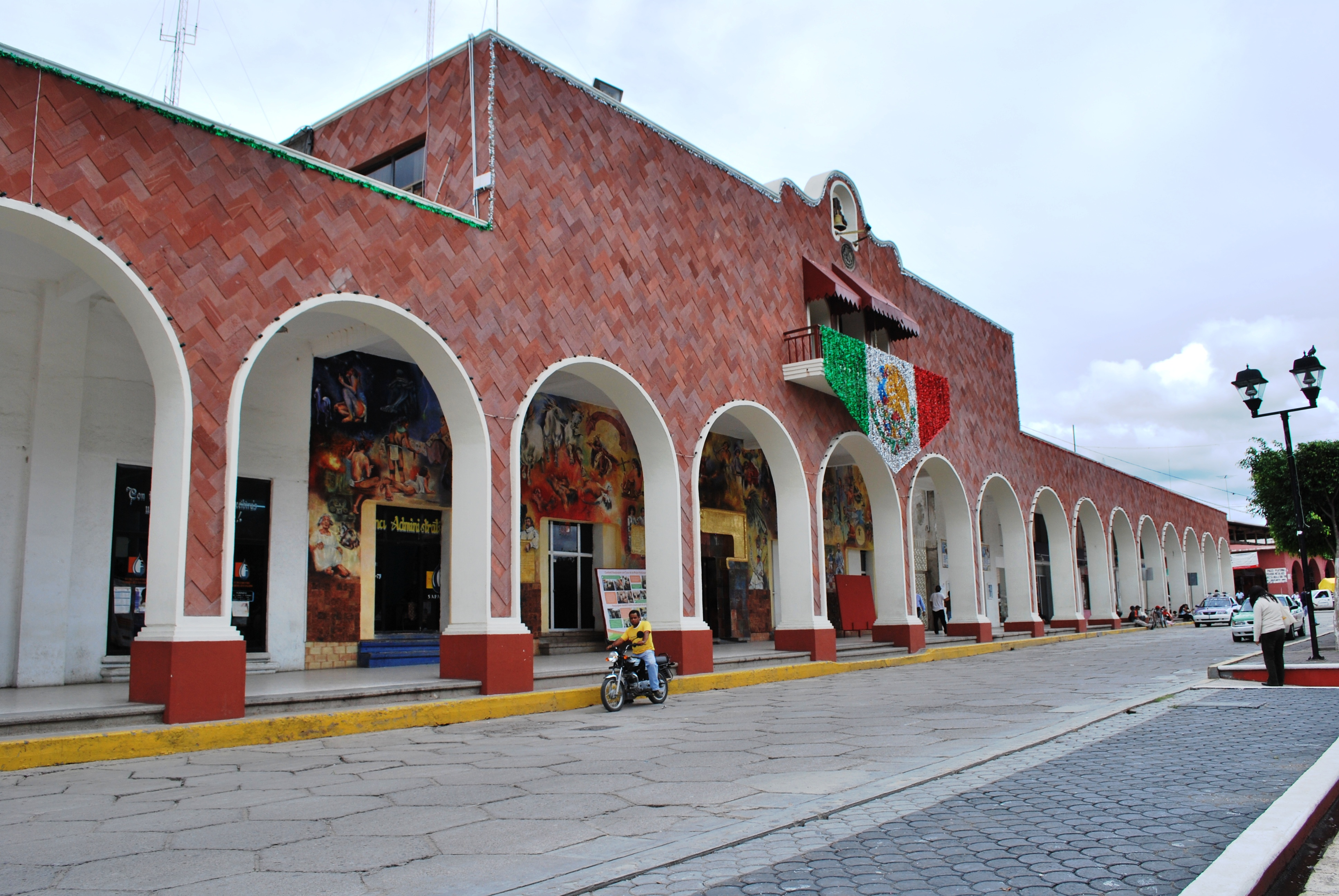
Palacio Municipal de Huajuapan de León.

El gobierno del municipio de Huajuapan de León corresponde a su ayuntamiento. Éste es electo por el principio de partidos políticos, vigente en 153 municipios de Oaxaca; a diferencia del sistema de usos y costumbres vigente en los restantes 417.
Por tanto su elección es como en todos los municipios mexicanos, por sufragio directo, universal y secreto para un periodo de tres años con posibilidad de reelección para el periodo inmediato, el periodo constitucional comienza el día 1 de enero del año siguiente a su elección.
El Ayuntamiento se integra por el presidente municipal, dos Síndicos y un cabildo formado por trece regidores.

### Representación legislativa
Para la elección de diputados locales al Congreso de Oaxaca y de diputados federales a la Cámara de Diputados federal, el municipio de Huajuapan de León se encuentra integrado en los siguientes distritos electorales:
Local:
- Distrito electoral local de 6 de Oaxaca con cabecera en Heroica Ciudad de Huajuapan de León.[5]

Federal:
- Distrito electoral federal 3 de Oaxaca con cabecera en Heroica Ciudad de Huajuapan de León.[6]

### Presidentes municipales
- (1990 - 1992): Fidel Arámburo García
- (1993 - 1995): Javier Mendoza Aroche
- (1996 - 1998): Luis de Guadalupe Martínez Ramírez
- (1999 - 2001): Bernardo Barragán Salazar
- (2002 - 2004): Ramona González García
- (2005 - 2007): Procopio Gaudencio Martínez Ramírez
- (2008 - 2010): Martha García Manzanares
- (2011 - 2013): Francisco Ignacio Cirigo Villagómez
- (2014 - 2016): Luis de Guadalupe Martínez Ramírez
- (2017 - 2018): Manuel Martín Aguirre Ramírez
- (2019 - 2022): Juanita Cruz Cruz